# Notre-Dame de Paris (spectacle musical)
Pour les articles homonymes, voir Notre-Dame de Paris.
Notre-Dame de Paris est un spectacle musical créé par Robert Hossein en 1978 au Palais des sports de Paris d'après le roman éponyme de Victor Hugo. Le spectacle, produit du 21 septembre 1978 au 30 novembre 1979, est un succès et accueille près de 500 000 spectateurs. 
Les textes sont d'Alain Decaux et de Georges Soria. 

## Distribution
- Gérard Boucaron (Quasimodo),
- Jean Pierre Bernard, (Claude Frollo)
- Anne Fontaine, (Esmeralda)
- Jean de Coninck, (Gringoire)
- Rachel Salik (La mère d'Esmeralda)
- Michel Creton (Clopin, roi des truands)
- René Dupré (Le procureur)
- Marcel Guegan (Le nain)
- Bernard Lanneau (Phœbus de Châteaupers)
- Albert Michel (Florian Barbedienne)
- Annie Monange (Fleur-de-Lys)
- Max Montavon (Louis XI)
- Pierre Nègre (Le juge Charmolue)
- Claude Petit (La Falourdel)[2]

## Équipe technique
- Scénographie : Jean Mandaroux
- Second Assistant à la Mise en Scène : Michel Klochendler
- Costumes : Sylvie Poulet
- Assistanat aux costumes : Martine Mulotte
- Cascades : Guy Di Rigo
- Affiche : Jean Gourmelin
- Masques : Martine Mulotte
- Travail corporel : Stéphane Lory
- Maître d'armes : Guy Di Rigo[2]

## Aspects techniques
La scène, tournante, est montée sur des vérins hydrauliques. Elle comporte une représentation de la cathédrale Notre Dame de Paris pesant 13 tonnes.

## Projet de remontage
En 2020, Robert Hossein, bouleversé par l'incendie de Notre-Dame, annonce qu'il est prêt à remonter le spectacle, annonçant que le projet est prêt, seul manquant le financement.

## Promotion et réception
Compte tenu des contraintes financières et du cadre de ce type de spectacle (budget initial en dépassement, réservation du Palais des Congrès pour un planning fixé par avance avec impossibilité de prolongation en cas de succès), il est nécessaire de s'assurer un maximum de public, pour compter ensuite sur le bouche-à-oreille considéré comme le facteur-clé de succès (ou d'échec) pour un spectacle dont l'essentiel du public appartient à la classe populaire. Pour ce faire, les producteurs n'hésitent pas à fournir de nombreuses places gratuites, en particulier à deux professions, les chauffeurs de taxi et les coiffeurs.
Dans la revue philosophique Raison présente, le critique Guy Bruit se montre très déçu par ce qu'il appelle « un faux grand spectacle », tout en rappelant que « La justification de Hossein, c'est son public. Un public ni mondain, ni bourgeois, pas gauchiste, pas syndicaliste, pas «militant » : populaire ».